# Andreas Linger
Andreas Linger (Hall in Tirol, 31 maggio 1981) è un ex slittinista austriaco, vincitore di una medaglia d'oro ai Giochi olimpici sia a Torino 2006 sia a Vancouver 2010.
È fratello di Wolfgang, a sua volta ex slittinista di alto livello.

## Biografia
Specialista del doppio gareggiò per tutto l'arco della sua carriera in coppia col fratello Wolfgang, condividendo con lui tutti i suoi successi.
Iniziò a competere per la nazionale austriaca nelle varie categorie giovanili nella specialità del doppio ed ottenne come migliori risultati quattro medaglie, delle quali una d'oro, ai campionati mondiali juniores e per due volte conseguì la vittoria nella classifica finale della Coppa del Mondo juniores.
A livello assoluto esordì in Coppa del Mondo nella stagione 1999/00, conquistò il primo podio il 25 novembre 2001 nel doppio a Lake Placid (3°) e la prima vittoria il 15 dicembre 2002 sempre nella specialità biposto ad Altenberg. In totale trionfò in sedici tappe di coppa (comprendendo anche le prove a squadre) e vinse la classifica generale nella specialità del doppio nel 2011/12.
Partecipò a quattro edizioni dei Giochi olimpici invernali: nel doppio giunse ottavo a Salt Lake City 2002, a Torino 2006 vinse la medaglia d'oro, a Vancouver 2010, occasione in cui insieme al fratello Wolfgang ebbe l'onore di sfilare quale portabandiera della delegazione austriaca durante la cerimonia inaugurale, riuscì a bissare il titolo; a Soči 2014 salì ancora sul podio ottenendo la medaglia d'argento. In quest'ultima edizione colse inoltre il settimo posto nella gara a squadre, in quella che fu la sua ultima competizione a livello internazionale.
Prese parte altresì a dodici edizioni dei campionati mondiali, aggiudicandosi cinque medaglie, delle quali tre d'oro nella specialità biposto: a Sigulda 2003, a Cesana Torinese 2011 e ad Altenberg 2012. Nelle rassegne continentali ottenne la vittoria nel doppio a Sigulda 2010 ed in altre sei occasioni riuscì a salire sul podio.

## Palmarès

### Olimpiadi
- 3 medaglie:
  - 2 ori (doppio a Torino 2006; doppio a Vancouver 2010);
  - 1 argento (doppio a Soči 2014).

### Mondiali
- 5 medaglie:
  - 3 ori (doppio a Sigulda 2003; doppio a Cesana Torinese 2011; doppio ad Altenberg 2012);
  - 2 bronzi (gara a squadre a Sigulda 2003; doppio a Whistler 2013).

### Europei
- 7 medaglie:
  - 1 oro (doppio a Sigulda 2010);
  - 3 argenti (doppio, gara a squadre a Cesana Torinese 2008; gara a squadre a Sigulda 2010);
  - 3 bronzi (doppio, gara a squadre ad Oberhof 2004; doppio a Sigulda 2014).

### Campionati mondiali juniores
- 4 medaglie:
  - 1 oro (gara a squadre ad Igls 1999);
  - 3 bronzi (gara a squadre ad Altenberg 2000; doppio, gara a squadre a Lillehammer 2001).

### Coppa del Mondo
- Vincitore della Coppa del Mondo nella specialità del doppio nel 2011/12.
- 58 podi (40 nel doppio, 18 nelle gare a squadre):
  - 16 vittorie (15 nel doppio, 1 nelle gare a squadre);
  - 20 secondi posti (7 nel doppio, 13 nelle gare a squadre);
  - 22 terzi posti (18 nel doppio, 4 nelle gare a squadre).

#### Coppa del Mondo - vittorie
| Data             | Luogo        | Paese       | Disciplina                                                           |
| ---------------- | ------------ | ----------- | -------------------------------------------------------------------- |
| 15 dicembre 2002 | Altenberg    | Germania    | Doppio con Wolfgang Linger                                           |
| 16 novembre 2003 | Sigulda      | Lettonia    | Doppio con Wolfgang Linger                                           |
| 23 novembre 2003 | Altenberg    | Germania    | Doppio con Wolfgang Linger                                           |
| 14 novembre 2004 | Altenberg    | Germania    | Doppio con Wolfgang Linger                                           |
| 17 novembre 2007 | Lake Placid  | Stati Uniti | Doppio con Wolfgang Linger                                           |
| 7 dicembre 2008  | Sigulda      | Lettonia    | Gara a squadre con Daniel Pfister, Nina Reithmayer e Wolfgang Linger |
| 12 dicembre 2009 | Lillehammer  | Norvegia    | Doppio con Wolfgang Linger                                           |
| 27 novembre 2010 | Igls         | Austria     | Doppio con Wolfgang Linger                                           |
| 18 dicembre 2010 | Park City    | Stati Uniti | Doppio con Wolfgang Linger                                           |
| 22 gennaio 2011  | Altenberg    | Germania    | Doppio con Wolfgang Linger                                           |
| 12 febbraio 2011 | Paramonovo   | Russia      | Doppio con Wolfgang Linger                                           |
| 19 febbraio 2011 | Sigulda      | Lettonia    | Doppio con Wolfgang Linger                                           |
| 9 dicembre 2011  | Whistler     | Canada      | Doppio con Wolfgang Linger                                           |
| 28 gennaio 2012  | Sankt Moritz | Svizzera    | Doppio con Wolfgang Linger                                           |
| 18 febbraio 2012 | Sigulda      | Lettonia    | Doppio con Wolfgang Linger                                           |
| 20 gennaio 2013  | Winterberg   | Germania    | Doppio con Wolfgang Linger                                           |

### Coppa del Mondo juniores
- Vincitore della Coppa del Mondo juniores nella specialità del doppio nel 1997/98 e nel 1998/99.